# Serbiska demokratiska partiet
Serbiska demokratiska partiet (serbiska: Српска демократска странка, förkortat СДС/Srpska demokratska stranka, SDS) är serbiskt nationalistiskt, konservativt och pro-europeiskt politiskt parti som är baserat i Serbiska republiken, Bosnien och Hercegovina.
Partiledaren är Milan Miličević.

## Historia
Radovan Karadžić grundade partiet den 12 juli 1990. Partiet strävade efter att ena den bosnienserbiska befolkningen, som Jovan Raškovićs serbiska demokratiska parti gjorde med serberna i Kroatien, och att förbli en del av Jugoslavien.
I parlamentsvalet i oktober 2006 förlorade partiet sin ställning som ledande parti i Serbiska republiken och det största serbiska partiet i Bosnien och Hercegovina till Alliansen av Oberoende socialdemokrater, som leddes av presidenten Milorad Dodik.

## Ideologier
Historiskt sett har partiet haft starka ultranationalistiska, separatistiska och islamofobiska åsikter. Dock bytte partiet från att vara högerextremt till ett mer moderat-konservativt parti.

## Saktioner
Partiet är under sanktioner från USA på grund av att partiet har "underlåtit att arrestera och överlämna misstänkta krigsförbrytare till en internationell tribunal". Partiet finns också med på Office of Foreign Assets Controls lista ''Specially Designated Nationals and Blocked Persons''.